# Quintus Labienus
Quintus Labienus, ook wel aangeduid met het cognomen Parthicus († 39 v.Chr.) was een Romeins legeraanvoerder, die zich aansloot bij de Parthen en mede leiding gaf aan een invasie in het Romeinse Rijk.

## Afkomst
Quintus Labienus was de zoon van Titus Labienus, die tijdens de Gallische Oorlog een van de belangrijkste generaals van Julius Caesar was, maar tijdens de Romeinse burgeroorlog de zijde van Caesars tegenstander Pompeius koos en sneuvelde in de Slag bij Munda, die het einde betekende van de Romeinse burgeroorlog (45 v.Chr.). De politieke stellingname van Quintus wordt wel verklaard vanuit de lotgevallen van zijn vader.

## Parthen
Na de moord op Julius Caesar (44 v.Chr.) sloot Labienus zich aan bij Brutus en Cassius, de leiders van de republikeinse samenzwering tegen Caesar. Zij zonden Labienus naar de Parthische koning Orodes II met een verzoek om militaire steun tegen Marcus Antonius en Octavianus (eind 43 of begin 42). In de Slag bij Philippi (oktober 42 v.Chr.) streden inderdaad Parthische strijders mee en het lijkt er dan ook op dat Labienus' missie niet zonder succes was.
In de Slag bij Philippi werden Brutus en Cassius definitief verslagen. Labienus besloot zich echter niet over te geven aan Marcus Antonius en Octavianus, maar zich bij de Parthen aan te sluiten. In 40 v.Chr. wist hij Orodes ervan te overtuigen een veldtocht tegen de Romeinen te beginnen, onder leiding van Labienus zelf, samen met de Parthische kroonprins Pacorus I, die al eerder een (mislukte) invasie in het Romeinse Rijk had ondernomen. Samen vielen Labienus en Pacorus Syria binnen, waar Lucius Decidius Saxa op dat moment gouverneur was. Toen Saxa's troepen Labienus in het oog kregen, deserteerden zij en liepen massaal over naar Labienus. Saxa zelf wist aanvankelijk te ontkomen, maar later werd hij in Cilicia alsnog gevangengenomen en gedood. Apamea en Antiochië, de belangrijkste Syrische steden, gaven zich zonder veel verzet over.
Na de verovering van Syria kozen Pacorus en Labienus gescheiden wegen. Pacorus richtte zijn blik zuidwaarts en veroverde hij Fenicië en Judea, waar hij de Hasmoneeër Antigonus als vazalvorst installeerde. Labienus, die door zijn troepen werd uitgeroepen tot Imperator, rukte op naar Klein-Azië. Hoewel Lucius Munatius Plancus, de procurator van Asia, aanvankelijk verzet bood, bleek deze uiteindelijk geen partij voor Labienus, die grote delen van Klein-Azië wist te veroveren.
Toen Marcus Antonius in 39 Plancus verving door Publius Ventidius Bassus, werd Labienus' opmars al snel gestuit. Bassus wist nog datzelfde jaar Labienus troepen terug te dringen en de verloren gebieden in Klein-Azië terug te winnen voor Marcus Antonius. In Cilicia wisten Bassus' troepen Labienus te verdrijven uit het Taurusgebergte en namen zij hem bij de Cilicische Poort (de bergpas door de Taurus op weg naar Syrië) gevangen. Daar werd Labienus ook ter dood gebracht (39 v.Chr.). Een jaar later had Bassus ook Pacorus' troepen teruggedrongen tot over de Eufraat. Pacorus zelf sneuvelde in de strijd.

## Munten

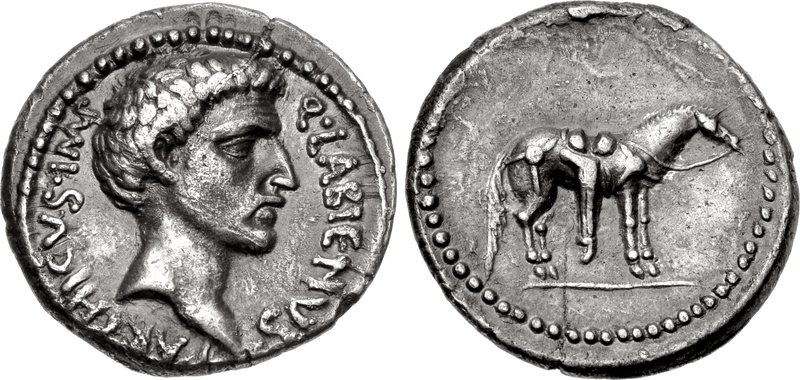
Denarius van Quintus Labienus uit ca. 40 v.Chr., met als legende rond de kop van Labienus: Q • LABIENVS PARTHICVS • IMP

Kort na de verovering van Syria liet Labienus in Antiochië zijn eigen munten slaan, vermoedelijk om daarmee de overgelopen troepen van Saxa te belonen. De munten kunnen zijn geslagen eind 40 of begin 39, maar Vagi acht een datering eind 40 het meest waarschijnlijk. De voorzijde toont het hoofd van Labienus en een van de munttypes geeft daarbij als legende Q LABIENVS PARTHICVS IMP. De achterzijde van de munten bevat een paard zonder ruiter. Over de symbolische betekenis daarvan bestaan verschillende ideeën. Sommigen menen dat gezinspeeld wordt op een ontbrekende (want vermoorde) Julius Caesar, anderen zien het als eerbetoon aan de (bij Romeinen gevreesde) Parthische ruiters.